# Šarani (Serbia)
Šarani (cyr. Шарани) – wieś w Serbii, w okręgu morawickim, w gminie Gornji Milanovac. W 2011 roku liczyła 241 mieszkańców.